# 汉斯·普里玛斯
汉斯·普里玛斯（德語：Hans Primas，1928年6月18日—2014年10月6日）是一位瑞士理论化学家，出生于苏黎世，1948到1951年在苏黎世应用科技大学学习，1966年成为苏黎世联邦理工学院物理和理论化学的全职教授，后成为化学系主任。